# Boks na Igrzyskach Panamerykańskich 1983
Turniej bokserski Igrzysk Panamerykańskich 1983 odbył się w dniach 16 - 28 sierpnia w Caracas (Wenezuala). 

## Medaliści
| Kategoria                      | Złoty                                | Srebrny                               | Brązowy                                                        |
| waga papierowa (48 kg)         | Rafael Ramos · Portoryko             | Paul Gonzales · Stany Zjednoczone     | Héctor Díaz · Dominikana · Manoelito Santos · Brazylia         |
| waga musza (51 kg)             | Pedro Orlando Reyes · Kuba           | Laureano Ramirez · Dominikana         | Jesus Poll · Wenezuela · Steve McCrory · Stany Zjednoczone     |
| waga kogucia (54 kg)           | Manuel Vílchez · Wenezuela           | Pedro Nolasco · Dominikana            | Robinson Pitalua · Kolumbia · Floyd Favors · Stany Zjednoczone |
| waga piórkowa (57 kg)          | Adolfo Horta · Kuba                  | Santos Cardona · Portoryko            | Bernard Gary · Stany Zjednoczone · Rafael Zuniga · Kolumbia    |
| waga lekka (60 kg)             | Pernell Whitaker · Stany Zjednoczone | Ángel Herrera · Kuba                  | Alberto Cortez · Argentyna · Ángel Beltré · Dominikana         |
| waga lekkopółśrednia (63,5 kg) | Candelario Duvergel · Kuba           | Jerry Page · Stany Zjednoczone        | Genaro Léon · Meksyk · Giovanni Sepulveda · Dominikana         |
| waga półśrednia (67 kg)        | Luis Howard · Stany Zjednoczone      | José Aguillar · Kuba                  | Luis Garcia · Wenezuela · Antonio Madureira · Brazylia         |
| waga lekkośrednia (71 kg)      | Orestes Solano · Kuba                | Dennis Milton · Stany Zjednoczone     | Dario Matteoni · Argentyna · Héctor Ortíz · Portoryko          |
| waga średnia (75 kg)           | Bernardo Comas · Kuba                | Alfredo Delgado · Portoryko           | Pedro Gamarro · Wenezuela · John Smith · Trynidad i Tobago     |
| waga półciężka (81 kg)         | Pablo Romero · Kuba                  | Evander Holyfield · Stany Zjednoczone | Miguel Mosna · Argentyna · Carlos Salazar · Wenezuela          |
| waga ciężka (91 kg)            | Aurelio Toyo · Kuba                  | Henry Tillman · Stany Zjednoczone     | Virgilio Frias · Dominikana · Alex Stewart · Jamajka           |
| waga superciężka (>91 kg)      | Jorge Luis Gonzales · Kuba           | Eloy Loaiza · Wenezuela               | Tyrell Biggs · Stany Zjednoczone                               |

## Klasyfikacja medalowa
| Poz.    | Państwo           |    |    |    | Razem |
| ------- | ----------------- | -- | -- | -- | ----- |
| 1       | Kuba              | 8  | 2  | 0  | 10    |
| 2       | Stany Zjednoczone | 2  | 5  | 4  | 11    |
| 3       | Portoryko         | 1  | 2  | 1  | 4     |
| 4       | Wenezuela         | 1  | 1  | 4  | 6     |
| 5       | Wenezuela         | 0  | 2  | 4  | 6     |
| 6       | Argentyna         | 0  | 0  | 3  | 3     |
| 7       | Brazylia          | 0  | 0  | 2  | 2     |
| 7       | Kolumbia          | 0  | 0  | 2  | 2     |
| 9       | Jamajka           | 0  | 0  | 1  | 1     |
| 9       | Meksyk            | 0  | 0  | 1  | 1     |
| 9       | Trynidad i Tobago | 0  | 0  | 1  | 1     |
| Łącznie | Łącznie           | 12 | 12 | 23 | 47    |